# Chris Snyder
Pour les articles homonymes, voir Snyder.
Christopher Ryan Snyder (né le 12 février 1981 à Houston, Texas, États-Unis) est un receveur de baseball qui évolue dans les Ligues majeures de 2004 à 2013.

## Carrière
Après des études secondaires à la Spring Woods High School de Houston (Texas), Chris Snyder est repêché en juin 1999 par les Mariners de Seattle au 43e tour de sélection. Il repousse l'offre et suit des études supérieures à l'Université de Houston où il porte les couleurs des Cougars de 2000 à 2002.

### Diamondbacks de l'Arizona
Snyder rejoint les rangs professionnels à l'issue du repêchage amateur du 4 juin 2002 au cours de laquelle il est sélectionné par les Diamondbacks de l'Arizona au deuxième tour. Il signe son premier contrat professionnel le 16 juin 2002.
Il passe cinq saisons en ligues mineures avant d'effectuer ses débuts en Ligue majeure le 21 août 2004 avec les Diamondbacks. En 2005, il se partage la place de titulaire au poste de receveur avec Koyie Hill, acquis des Dodgers de Los Angeles. En 2006, il devient le réserviste pour Johnny Estrada.
Snyder a signé un contrat le liant aux Diamondbacks jusqu'à la fin de la saison 2011.

### Pirates de Pittsburgh
Le 31 juillet 2010, Snyder passe des Diamondbacks aux Pirates de Pittsburgh en compagnie de l'arrêt-court Pedro Ciriaco. Arizona obtient en retour le voltigeur Ryan Church, le joueur d'avant-champ Bobby Crosby et le lanceur droitier D. J. Carrasco.
Il dispute 40 parties en fin d'année à Pittsburgh, complétant la saison 2010 avec 105 parties jouées pour les Diamondbacks et les Pirates, pour qui il frappe 15 circuits et produit 48 points.
En 2011, il joue 34 parties à Pittsburgh, partageant les tâches derrière le marbre avec Michael McKenry et Ryan Doumit. La moyenne au bâton de Snyder s'élève à ,271 avec 3 circuits et 17 points produits.

### Astros de Houston
Le 20 janvier 2012, Snyder signe pour un an chez les Astros de Houston. Il dispute 76 parties de l'équipe durant la saison 2012 mais ne frappe que pour ,176 avec 39 coups sûrs, dont 7 circuits. Il produit 24 points.

### Orioles de Baltimore
Agent libre, Snyder tente sa chance au printemps 2013 avec les Nationals de Washington, qu'il rejoint le 5 février. Il est retranché par le club le 18 mars mais se voit offrir le même jour une chance chez les Angels de Los Angeles. Il n'a cependant pas l'occasion de jouer pour les Angels puisqu'il est le 28 avril transféré aux Orioles de Baltimore en échange du lanceur droitier Rob Delaney. Il n'apparaît que dans 9 matchs des Orioles en 2013 et joue avec leur club-école de Norfolk en Ligue internationale.
Snyder rejoint les Rangers du Texas le 25 mars 2014 après avoir été retranché du camp d'entraînement des Nationals de Washington. Il n'évolue pas avec les Rangers et sa carrière de joueur prend fin.

## Statistiques
| Saison | Équipe     | G   | AB   | R   | H   | 2B | 3B | HR | RBI | SB | BA   |
| ------ | ---------- | --- | ---- | --- | --- | -- | -- | -- | --- | -- | ---- |
| 2004   | Arizona    | 29  | 96   | 10  | 23  | 6  | 0  | 5  | 15  | 0  | .240 |
| 2005   | Arizona    | 115 | 326  | 24  | 66  | 14 | 0  | 6  | 28  | 0  | .202 |
| 2006   | Arizona    | 61  | 184  | 19  | 51  | 9  | 0  | 6  | 32  | 0  | .277 |
| 2007   | Arizona    | 110 | 326  | 37  | 82  | 20 | 0  | 13 | 47  | 0  | .252 |
| 2008   | Arizona    | 115 | 334  | 47  | 79  | 22 | 1  | 16 | 64  | 0  | .237 |
| 2009   | Arizona    | 61  | 165  | 20  | 33  | 7  | 0  | 6  | 22  | 0  | .200 |
| 2010   | Arizona    | 65  | 195  | 22  | 45  | 8  | 0  | 10 | 32  | 0  | .231 |
| 2010   | Pittsburgh | 40  | 124  | 12  | 21  | 1  | 0  | 5  | 16  | 0  | .169 |
| Totaux | Totaux     | 596 | 1750 | 191 | 400 | 87 | 1  | 67 | 256 | 0  | .229 |

| Saison | Équipe  | G | AB | R | H | 2B | 3B | HR | RBI | SB | BA   |
| ------ | ------- | - | -- | - | - | -- | -- | -- | --- | -- | ---- |
| 2007   | Arizona | 6 | 19 | 3 | 5 | 2  | 0  | 1  | 3   | 0  | .263 |
| Totaux | Totaux  | 6 | 19 | 3 | 5 | 2  | 0  | 1  | 3   | 0  | .263 |

Note : G = Matches joués ; AB = Passages au bâton; R = Points ; H = Coups sûrs ; 2B = Doubles ; 3B = Triples ; 
HR = Coup de circuit ; RBI = Points produits ; SB = Buts volés ; BA = Moyenne au bâton.